# Metaaprenentatge
El metaaprenentatge és un subcamp de l'aprenentatge automàtic on s'apliquen algorismes d'aprenentatge automàtic a metadades sobre experiments d'aprenentatge automàtic. A partir del 2017, el terme no havia trobat una interpretació estàndard, però l'objectiu principal és utilitzar aquestes metadades per entendre com l'aprenentatge automàtic es pot flexibilitzar a l'hora de resoldre problemes d'aprenentatge, per tant per millorar el rendiment dels algorismes d'aprenentatge existents o per aprendre (induir) el propi algorisme d'aprenentatge, d'aquí el terme alternatiu aprendre a aprendre.
La flexibilitat és important perquè cada algorisme d'aprenentatge es basa en un conjunt de supòsits sobre les dades, el seu biaix inductiu. Això vol dir que només aprendrà bé si el biaix coincideix amb el problema d'aprenentatge. Un algorisme d'aprenentatge pot funcionar molt bé en un domini, però no en el següent. Això comporta fortes restriccions a l'ús de tècniques d'aprenentatge automàtic o mineria de dades, ja que encara no s'entén la relació entre el problema d'aprenentatge (sovint algun tipus de base de dades) i l'eficàcia dels diferents algorismes d'aprenentatge.
Mitjançant l'ús de diferents tipus de metadades, com ara les propietats del problema d'aprenentatge, les propietats de l'algorisme (com les mesures de rendiment) o els patrons derivats anteriorment de les dades, és possible aprendre, seleccionar, alterar o combinar diferents algorismes d'aprenentatge per resoldre eficaçment un aprenentatge determinat. problema. Les crítiques dels enfocaments de metaaprenentatge tenen una gran semblança amb la crítica de la metaheurística, un problema possiblement relacionat. Una bona analogia amb el metaaprenentatge, i la inspiració dels primers treballs de Jürgen Schmidhuber (1987) i el treball de Yoshua Bengio i altres (1991), considera que l'evolució genètica aprèn el procediment d'aprenentatge codificat en gens i executats al cervell de cada individu. En un sistema de meta-aprenentatge jeràrquic obert que utilitza programació genètica, es poden aprendre millors mètodes evolutius mitjançant la meta-evolució, que es pot millorar amb la meta-evolució, etc.
Una definició proposada per a un sistema de metaaprenentatge combina tres requisits:
- El sistema ha d'incloure un subsistema d'aprenentatge.
- L'experiència s'adquireix aprofitant el metaconeixement extret
  - en un episodi d'aprenentatge anterior en un únic conjunt de dades, o bé
  - de diferents dominis.
- El biaix d'aprenentatge s'ha de triar de manera dinàmica.

Hi ha tres enfocaments comuns:
- 1) utilitzar xarxes (cícliques) amb memòria externa o interna (basada en models).
- 2) aprenentatge de mètriques efectives a distància (basades en mètriques).
- 3) optimitzar explícitament els paràmetres del model per a un aprenentatge ràpid (basat en l'optimització).